# Lincoln City (Oregon)
Lincoln City is een plaats (city) in de Amerikaanse staat Oregon, en valt bestuurlijk gezien onder Lincoln County.

## Demografie
Bij de volkstelling in 2000 werd het aantal inwoners vastgesteld op 7437. In 2006 is het aantal inwoners door het United States Census Bureau geschat op 7944, een stijging van 507 (6,8%).

## Geografie
Volgens het United States Census Bureau beslaat de plaats een oppervlakte van 13,9 km², waarvan 13,8 km² land en 0,1 km² water. Lincoln City ligt op ongeveer 4 m boven zeeniveau.

## Plaatsen in de nabije omgeving
De onderstaande figuur toont nabijgelegen plaatsen in een straal van 28 km rond Lincoln City.